# Liste der Bodendenkmale in Golmbach
In der Liste der Bodendenkmale in Golmbach sind die Bodendenkmale der niedersächsischen Gemeinde Golmbach aufgeführt. Die Quelle ist der Denkmalatlas Niedersachsen. 

Golmbach im Landkreis Holzminden

Der Stand der Liste ist der 30. Januar 2025.

## Allgemein
In den Spalten finden sich folgende Informationen des Bodendenkmales:
| Lage         | geographische Koordinaten                                                           |
| Bezeichnung  | Bezeichnung lt. Denkmalatlas                                                        |
| Beschreibung | Beschreibung lt. Denkmalatlas                                                       |
| ID           | Objekt-ID                                                                           |
| Bild         | Bild, ggf. zusätzlich mit Link zu weiteren Fotos im Medienarchiv Wikimedia Commons. |

## Golmbach
| Lage                        | Bezeichnung                        | Beschreibung | ID       | Bild |
| --------------------------- | ---------------------------------- | --- | -------- | ---- |
| 51° 53′ 38″ N, 9° 32′ 27″ O | Golmbach 1, Hünenburg „Tenterling“ | Ringwallanlage, Dm ca. 100 m. W-Teil durch den Bau eines Schützenstandes zerstört. Durchschnittliche H. von 0,5 m, Br. 5 m. Der Graben ist im Profil erkennbar, die H. schwankt um 0,5 m. Unmittelbar an den südl. Wall angrenzend ist eine ca. 6 m hohe, 30 – 35 m lange und 20 m breite Erhebung erkennbar. Sie gehört allem Anschein nach zur Ringwallanlage. Sie ist von ihr durch einen schwach erkennbaren Graben getrennt. Auf der Kuppe der Anhöhe eine Eintiefung von ca. 6 m Dm. und 0,3 m Tiefe. Es sind keine historischen Quellen bekannt, die sich auf diesen Ringwall beziehen ließen. Die Anlage wird mit den Burgen Großer und Kleiner Everstein in Verbindung gebracht. Vermutlich war sie ein Sitz von Ministerialen der Grafen von Everstein. | 28967942 | BW   |